# Pyranin
Pyranin ist ein fluoreszierender Farbstoff aus der Familie der Pyrenfarbstoffe.

## Eigenschaften
Pyranin ist ein gelber Feststoff, der in Wasser leicht löslich ist. Die Lösung zeigt eine intensive gelb-grüne Fluoreszenz, deren Intensität vom pH-Wert abhängig ist.

## Verwendung
Pyranin wird als Fluoreszenzfarbstoff unter anderem als Haarfärbemittel, in Seifen und in Textmarkern verwendet. Außerdem kommt es zum Anfärben von Reinigungsmitteln und als Markierungsflüssigkeit von Wasserkreisläufen zum Einsatz. Für Markierungsversuche von Gewässern ist es ebenfalls zugelassen. Die Nachweisgrenze in einem handelsüblichen Fluoreszenzspektrometer liegt bei etwa 5·10−8 g·l−1, das Emissionsmaximum bei 512 nm.
Die Abhängigkeit der Fluoreszenz vom pH-Wert kann in der Mikrobiologie zur Bestimmung des intrazellulären pH-Wertes verwendet werden.

## Weiterführende Literatur
- A. Herbst, H. J. Wygoda: Pyranin – ein fluoreszierender Farbstoff für applikationstechnische Versuche. (PDF; 620 kB) In: Nachrichtenbl Deut Pflanzenschutzd. Band 58, Nummer 3, 2006, S. 79–85.
- J. V. Thomas, M. R. Brimijoin u. a.: The fluorescent indicator pyranine is suitable for measuring stromal and cameral pH in vivo. In: Experimental eye research. Band 50, Nummer 3, März 1990, S. 241–249, PMID 2156724.
- O. F. Mohammed, J. Dreyer u. a.: Solvent-dependent photoacidity state of pyranine monitored by transient mid-infrared spectroscopy. In: Chemphyschem : a European journal of chemical physics and physical chemistry. Band 6, Nummer 4, April 2005, S. 625–636, doi:10.1002/cphc.200400510. PMID 15881578.